# 甲寅禮訟
甲寅禮訟（韓語：갑인예송）指的是朝鮮王朝於顯宗十五年（1674年）發生的一場禮訟。
顯宗十五年（1674年），孝宗王妃仁宣王后逝世，慈懿大妃的服喪問題引起爭論，西人黨清風府院君金佑明、右議政金錫冑、左議政金壽恆、左議政宋時烈主張大功服（九月服），南人黨右參贊許穆、司業尹鑴等人則主張朞年服説（一年服）。最後朝廷採納南人黨建議，使得南人黨勢力再次抬頭，唯事後南人黨在如何處置宋時烈又分裂為清南派（韓語：청남）與濁南派（韓語：탁남）。